# Acronicta betulae
Acronicta betulae (tên tiếng Anh: Birch Dagger Moth) là một loài bướm đêm thuộc họ Noctuidae. Nó được tìm thấy ở New Hampshire tới Florida, phía tây đến Texas, phía bắc đến Wisconsin.
Sải cánh dài 35–40 mm. Con trưởng thành bay từ tháng 3 đến tháng 5 và từ tháng 8 đến tháng 9 làm hai đợt.
Ấu trùng ăn lá của cây cáng lò (hay cây bulô), possibly exclusively Betula nigra.